# 스플래시 (영화)
《스플래쉬》(영어: Splash)는 1984년에 개봉한 미국의 판타지 로맨틱 코미디 영화이다. 론 하워드 감독이 연출했고, 톰 행크스, 대릴 해나, 존 캔디 등이 출연했다. 한 남자와 인어의 사랑을 다룬 영화이다. 제74회 아카데미 시상식에서 각본상 후보에 올랐다.

## 줄거리
1964년 8살 앨런 바워는 가족과 함께 떠난 매사추세츠주 코드곶 보트 여행 중에 수영을 할 줄 모름에도 바다로 뛰어든다. 물 속에서 불가사의한 소녀를 만나 손을 잡자 신기하게도 숨을 쉴 수 있게 된다. 하지만 구조되면서 소녀와 헤어진 앨런은 그 만남을 환상으로 여기게 된다.
시간이 흘러 20년 후 뉴욕에서 형과 함께 과일 채소 도매업을 하는 앨런은 최근 겪은 실연으로 우울한 마음에 다시 코드곶을 방문하고, 괴짜 과학자 월터 콘블루스를 만난다. 우연히 바다에 빠지면서 정신을 잃은 앨런은 해변에서 깨어나 말을 못하는 알몸의 아름다운 여성과 조우한다. 여성은 앨런에게 키스한 후 바다로 뛰어든다.
인어로 변신한 그녀는 바다 밑에서 앨런이 잃어버린 지갑을 발견하고 뉴욕으로 향한다. 경찰은 자유의 여신상 근처 해변에 알몸으로 나타난 그녀를 공연 음란죄로 체포한 뒤 지갑에서 찾아낸 정보로 앨런에게 연락을 하고, 그녀는 앨런의 도움으로 풀려난다. 텔레비전을 보며 영어를 배우고 매디슨이라는 이름을 갖게 된 인어는 보름달이 뜨기 전까지 6일 동안만 뉴욕에 머물 수 있다고 말한다. 매디슨과 앨런은 사랑에 빠지고, 앨런이 청혼하자 매디슨은 고민 끝에 승낙하며 대통령 환영 만찬 자리에서 자신의 정체를 밝히겠다고 말한다.
매디슨이 인어임을 알아챈 콘블루스는 대통령 환영 만찬에서 호스로 물을 뿌려 매디슨의 몸을 적셔 정체를 밝히고, 매디슨은 정부 기관에 잡혀 콘블루스의 경쟁자인 로스가 이끄는 실험실로 끌려간다. 매디슨이 해부될 예정이라는 걸 알게 된 콘블루스는 자신의 행동을 후회한다. 매디슨의 정체에 충격을 받은 앨런은 매디슨을 거부하지만 곧 자신의 사랑을 깨닫고, 콘블루스와 형 프레디의 도움을 받아 실험실에서 매디슨을 빼낸다.
앨런과 매디슨은 군인들에게 쫓기는 가운데 뉴욕항에 도착한다. 매디슨은 앨런에게 자신과 함께 하면 물 속에서 살 수 있다고 말하고, 앨런은 어린 시절 만났던 소녀가 매디슨이었음을 깨닫는다. 그러나 매디슨은 앨런이 바다에서 살기 시작하면 다시는 육지로 돌아갈 수 없을 거라고 말한다. 군의 접근이 가까워지자 매디슨은 바다로 뛰어들고 점점 앨런에게서 멀어진다. 체포되기 직전 앨런 역시 바다로 뛰어들고, 매디슨의 키스로 물 속에서 숨을 쉴 수 있게 된다. 잠수부들의 추격을 떨쳐낸 두 사람이 바다 왕국을 향해 사라지며 영화는 행복한 결말을 맞는다.

## 출연진
- 톰 행크스 - 앨런 바워 역
  - 데이비드 크렙스 - 어린 앨런 바워 역
- 대릴 해나 - 매디슨 역
  - 셰일라 매카비시 - 어린 매디슨 역
- 유진 레비 - 월터 콘블루스 박사 역
- 존 캔디 - 프레디 바워 역
  - 제이슨 레이트 - 어린 프레디 바워 역
- 도디 굿맨 - 스팀러 부인 역
- 셰키 그린 - 바이라이트 씨 역
- 리처드 B. 슐 - 로스 박사 역
- 보비 디치코 - 제리 역
- 하워드 모리스 - 자이델 박사 역
- 토니 디베너데토 - 도어맨 팀 역
- 패트릭 크로닌 - 마이클슨 역
- 찰스 워커 - 마이클슨의 파트너 역
- 데이비드 넬 - 클로드 역
- 제프 두셋 - 주니어 역
- 로이스 D. 애플게이트 - 벅월터 역
- 토니 롱고 - 오기 역
- 노라 데니 - 스타인 씨 역
- 찰스 매콜리 - 대통령 역
- 조 그리파시 - 매니 역
- 미그디아 버렐라 - 여성복점 직원 완다 역
- 빌 스미트러비치 - 랠프 바워 역
- 낸시 래파 - 메리 바워 역
- 로웰 갠즈 - 여행 가이드 스탠 역 (카메오)
- 바벌루 맨델 - 스케이트 대여 관리인 루디 역 (카메오)
- 랜스 하워드 - 매컬러 씨 역 (카메오)
- 클린트 하워드 - 호통 듣는 하객 역 (카메오)

## 우리말 녹음
KBS 성우진 (1992년 7월 25일)
- 오세홍 - 앨런(톰 행크스)
- 송도영 - 매디슨(대릴 해나)
- 이윤선 - 월터(유진 레비)
- 노민 - 프레디(존 캔디)
- 박은숙 - 스팀러 부인(도디 굿맨) / 아내(코키 코먼그레이저)
- 유민석 - 매컬러(랜스 하워드) / 백화점 직원(제임스 리츠)
- 나수란 - 백화점 직원(미그디아 버렐라)
- 탁원제 - 바이라이트(셰키 그린)
- 김규식 - 대통령(찰스 매콜리) / 랠프(빌 스미트러비치)
- 김새영 - 자이델(하워드 모리스)
- 장정진 - 남편(프레드 러너) / 경찰(토니 롱고)
- 장승길 - 로스(리처드 B. 슐)
- 성창수 - 제리(보비 디치코) / 백화점 직원(모리스 라이스)
- 유동현 - 아파트 도어맨(토니 디베너데토) / 술집 남성(론 쿨먼)
- 김종환 - 여행 가이드(로웰 갠즈)
- 문지현 - 하객(밸러리 와일드먼)
- 정미숙 - 술집 여성(로리 케슬러)
- 김양희 - 술집 여성(질 제이컵슨)
- 서문석 - 군인(제임스 "핫피트" 데이비스)